# Mabra
Mabra là một chi bướm đêm thuộc họ Crambidae.

## Species
- Mabra charonialis (Walker, 1859)
- Mabra elephantophila Bänziger, 1985
- Mabra eryxalis (Walker, 1859)
- Mabra fauculalis Walker, 1859
- Mabra fuscipennalis Hampson, 1897
- Mabra haematophaga Bänziger, 1985
- Mabra lacriphaga Bänziger, 1985
- Mabra metallescens
- Mabra nigriscripta Swinhoe, 1895
- Mabra russoi

## Former species
- Mabra garzettalis (C. Felder, R. Felder & Rogenhofer, 1875)